# Cruzeiro Futsal do Assu
O Cruzeiro Futsal do Assu é um clube de futsal brasileiro sediado na cidade de Assu, no interior do Rio Grande do Norte. O clube entou para a história do futsal potiguar, por ter sido o primeiro clube do interior na decisão de uma Liga Nordeste.

## Títulos
- Assú Open de Futsal: 1 (2011)